# 家麻雀
家麻雀（学名：Passer domesticus）的原產地在歐洲及亞洲的大部份區域。是種麻雀屬動物，它跟隨人類的分佈，被有意或無意地帶到美洲、非洲撒哈拉南部、紐西蘭、澳洲、和都市地區。它們是鳥類在當今地球上分佈區域最廣泛的物種。
無論人類在何處，這個物種或快或慢，就會到來共享人類的居所。雖然有人認為這是種馴化的鳥類，但這並非嚴謹的事實，人類提供了居所和食物，但不包括友誼或同伴關係，家麻雀對人類依然存在很大的戒心。

## 棲息地
家麻雀體長14~16厘米，分佈區域的氣候有很大的差異，包括氣候惡劣的地區。但並非所有地區的族群數量是類似的，而且在山區比較稀少。但在都會、城市、鄉村、甚至個別的農地，它們很可能是數量最多的鳥類物種。

## 外觀特徵
雄性的家麻雀頭部、面頰呈灰色。喉部、上半胸、眼睛和喙部之間呈黑色。喙在夏季是藍黑色的，腿是褐色，到冬天，羽毛邊緣的顏色會減退，喙會呈黃褐色。雌鳥在頭部或喉部都沒有黑色塊，頭部也沒有灰色，上半部有藍色的條紋。幼鳥呈較深的褐色，成鳥白色的部份則為暗黃色，喙部也呈灰暗的黃色。
家麻雀常與體型較小也比較纖細的麻雀被人混淆。麻雀的頭呈栗色而非灰色，翼上有兩道白色的羽，兩側面頰上都有黑色塊。而且這種體型稍小的麻雀，雌鳥和雄鳥的外觀是非常接近的，沒有顯著區別。這是兩個不同物種外觀主要的不同。
- 家麻雀的蛋
- 三藩市一只鸣叫的雄性家麻雀
- 在德國一個熒光燈管光下，在一起成群結隊和鳴叫。
- 芬兰一群家麻雀在巢中的鸣叫声

## 食物
家麻雀在一年四季中都群聚在築巢區域，雖然家麻雀通常捕捉昆蟲的幼蟲餵食幼鳥，其中多數是害蟲。然而它們也吃種子，這包括它們找得到的穀物。
在春天，它們也吃花，特別是帶有黃色的花。諸如番紅花、報春花、烏頭毒草似乎都是很吸引家麻雀的花，它們也捕食蝴蝶。

## 築巢
築巢地點很廣泛，屋簷下、砌磚石塊的空隙、岩石間、長春藤、灌木叢、海邊山崖上，都可以看見它們築的巢。
在與其它的鳥類爭奪築巢地的時候，家麻雀的行為相當有侵略性。它們常常驅離已經在當地築巢的鳥，有時甚至直接將窩築在原先被驅離鳥已經建好的窩之上。
家麻雀每次產5-6枚蛋，蛋殼通常是乳白色或淡灰藍色。蛋殼上有黑色、褐色或灰色的斑。這是家麻雀變化很大的蛋中，常見的顏色。它們的蛋在大小、形狀和外表都有很大的變化。
家麻雀通常是雌鳥孵蛋，它們是所有鳥類中孵化期最短的，只有10-12天。在英格蘭的夏天，一隻雌家麻雀可以產下多達25枚蛋。

## 保护现状

### 歐洲
在歐洲大部份地區家麻雀的數量在減少當中，在荷蘭家麻雀甚至被列為瀕危物種，從1980年代以來數量約只剩一半，而這還是僅次於黑鶇在荷蘭第二常見的繁殖鳥類。目前估計的繁殖對數約在50到100萬之間，在英國也發現了數量銳減情況。
導致數量減少的原因有很多，比較令人意外的是無鉛汽油的使用，無鉛汽油燃燒後會產生某些化合物諸如亞硝酸甲酯，這種化合物對於小型昆蟲具有劇毒，而小型昆蟲是麻雀重要的食物來源。
其它理論包括生長野草的區域逐漸減少，或維護不良的建築物減少，這些都是麻雀築巢的重要來源。